# Trung Nghĩa, Ý Yên
Trung Nghĩa là một xã thuộc huyện Ý Yên, tỉnh Nam Định, Việt Nam.

## Địa lý
Xã Trung Nghĩa nằm ở phía bắc huyện Ý Yên, có vị trí địa lý:
- Phía đông giáp tỉnh Hà Nam và xã Tân Minh
- Phía tây giáp tỉnh Hà Nam và xã Yên Thọ
- Phía nam xã Phú Hưng và xã Yên Chính
- Phía bắc giáp tỉnh Hà Nam.

Xã Trung Nghĩa có diện tích 20,75 km², dân số năm 2022 là 16.647 người, mật độ dân số đạt 802 người/km²

## Lịch sử
Địa bàn xã Trung Nghĩa trước đây vốn là ba xã Yên Nghĩa, Yên Thành, Yên Trung thuộc huyện Ý Yên.
Ngày 23 tháng 7 năm 2024, Ủy ban Thường vụ Quốc hội ban hành Nghị quyết số 1104/NQ-UBTVQH15 về việc sắp xếp đơn vị hành chính cấp huyện, cấp xã trên địa bàn tỉnh Nam Định (nghị quyết có hiệu lực từ ngày 1 tháng 9 năm 2024). Theo đó, thành lập xã Trung Nghĩa trên cơ sở nhập toàn bộ diện tích tự nhiên là 5,68 km², quy mô dân số là 4.185 người của xã Yên Thành; toàn bộ diện tích tự nhiên là 5,08 km², quy mô dân số là 5.445 người của xã Yên Nghĩa và toàn bộ diện tích tự nhiên là 9,99 km², quy mô dân số là 7.017 người của xã Yên Trung.
Sau khi thành lập, xã Trung Nghĩa có diện tích tự nhiên là 20,75 km² và quy mô dân số là 16.647 người.